# Izsó Miklós Képzőművészeti Kör
Az Izsó Miklós Képzőművészeti Kör (IMKK) helyi működésű képző- és iparművészeket tömörítő csoportosulás. Minden stílus megtalálható a Körben. Önálló (1-1 alkotó), kiscsoportos (3-5 fő) és teljes köri anyagot is be tudnak mutatni 20-100 db műfajilag színes és színvonalas alkotásból. A Kör fontos szerepet játszik Kazincbarcika művészeti és kultúrateremtő életében, tagjai számos szakkörön adják tovább tudásukat. Az alkotóművészet jellege: képző- és iparművészet.

## Története
A képzőművészeti kör 1958-ban alakult Kazincbarcikán, majd 1965-ben újjászerveződött Szerdahelyi Sándor vezetésével.
1966 óta minden alkalommal részt vesz megyei és országos amatőr kiállításokon. A társaság rendkívül széles korosztályi palettát ölel fel, diák, felnőtt és szépkorú tagjai egyaránt vannak.

## Alapító tagok, vezetői és tagjai
Alapító tagok: Bacsó István
Vezetői:
- Szerdahelyi Sándor[1][2] (1965–2010)
- ifj. Bacsó István (2010–)

Tagjai:
Antal Ágota, Id. Bacsó István, Bajnóczy Ferenc, Bartók Réka, Báthory Annamária, Bodolai Gábor, Csukrán Anita, Durkó Gréta, Fejes Soma, Fülöp Tibor, Hegedűs Mária, Ignácz Bence, Kiss Kata, Kormos Brigitta, László Erzsébet, Mufics István, Neszádeliné Kállai Mária, Poczok Gábor, Seres Zsuzsa, Simkó Anett, Szabó Alexandra, Szathmári-Király Ádámné, Szegő Eszter, Tiszai Edina, Tóth Anna, Tóth Lóránt, Trunkó Edit, Vágó Emese.
Volt tagjai: 
Lengyel László művészettörténész, a Szépművészeti Múzeum osztályvezetője, Káel Csaba építész és filmrendező, Nagy Gyula iparművész, animáció filmes, Kuknyó Lajos építészmérnök.
A Magyar Képzőművészeti Egyetemen (főiskolán) végeztek és végeznek: Bartus Ferenc, Batykó Róbert, Bánki Ákos, Borostyán Mária, Prokob Krisztián, Varga Krisztina és Titkó Ildikó.
A Magyar Iparművészeti Egyetemen és kihelyezett tagozatán végeztek, illetve végeznek: Fignár Réka, Fignár Levente, Halász Zsófia, Rigerszki Judit, Spitzmüller Katalin, Szmolka Zoltán, Török Szilvia, Zakár Anikó.
Szerdahelyi Zsuzsa előbb Halle-ban az Iparművészeti Egyetemen, majd Szerdahelyi Judittal együtt a pécsi Janus Pannonius Tudományegyetemen fejezték be tanulmányaikat.
Dusza Tibor, Erdei Zsuzsa, Fodor József.
Örökös tagok: Bacsó István, Hegedűs Mária, László Erzsébet, Mezey István,  Szerdahelyi Sándor.

## Díjaik
- "Kiváló Együttes" (3x)
- Nívódíj (2x)
- Kazincbarcika Közművelődéséért Művészeti Díj (2018)[3]

## Kiállításai
A képzőművészeti kör minden évben megrendezi Kazincbarcikán a kiállítását.
- Izsó Miklós Képzőművészeti Kör kiállítása 2013. Eseményfotók
- 50 éves az Izsó Miklós Képzőművészeti kör (2008)